# Brückenkreuzspinne
Die Brückenkreuzspinne oder Brückenspinne (Larinioides sclopetarius) ist eine Spinnenart aus der Familie der  Echten Radnetzspinnen (Araneidae). Die Art wurde nach ihrer Vorliebe für Bauwerke an oder über dem Wasser benannt und ist in Mitteleuropa weit verbreitet und häufig.

## Beschreibung
Die Brückenkreuzspinne ist etwas kleiner als die bekannte Gartenkreuzspinne. Die Weibchen erreichen eine Körperlänge von 10–13 mm, die Männchen 6–8 mm. Der Vorderkörper (Prosoma) ist einfarbig dunkel rotbraun. Er ist hell behaart; wie bei allen Arten der Gattung entsteht durch die Behaarung ein nach vorn offenes „V“ sowie ein breiteres, die Schenkel des V umgreifendes breites „U“. Außerdem ist auch der Prosoma-Rand dicht hell behaart und so deutlich abgesetzt.
Die Grundfarbe des Hinterkörpers (Opisthosoma) ist variabel hell gelbbraun bis fast schwarzbraun. Fast immer zeigt er eine breite, im vorderen Teil unterbrochene, hell gerandete Blattzeichnung sowie ein angedeutetes, ebenfalls unterbrochenes Mittelband. Diese Blattzeichnung kann bei sehr dunklen Individuen fast verschwunden sein; auch diese Individuen zeigen jedoch immer eine arttypische, scharf abgesetzte V-Zeichnung an der Vorderkante des Opisthosomas. Das Opisthosoma ist verglichen mit anderen Vertretern der Gattung deutlich abgeflacht. Die Beine sind nicht sehr auffallend hell-dunkel geringelt.
Die Männchen haben einen kleineren Hinterkörper und längere Beine als die Weibchen, die Unterschiede sind ansonsten gering.

## Ähnliche Arten
Die Brückenkreuzspinne ist aufgrund ihrer Zeichnung und ihres Lebensraumes in Europa kaum mit anderen Arten der Gattung Larinioides zu verwechseln. Insbesondere dunkle Individuen können jedoch mit der Spaltenkreuzspinne verwechselt werden, deren Opisthosoma ebenfalls stark abgeflacht ist und die mit der Brückenkreuzspinne gelegentlich den Lebensraum an Gebäuden teilt. Der Spaltenkreuzspinne fehlt jedoch immer die V-förmige Haartracht auf dem Prosoma und das „V“ an der Vorderkante des Opisthosomas.

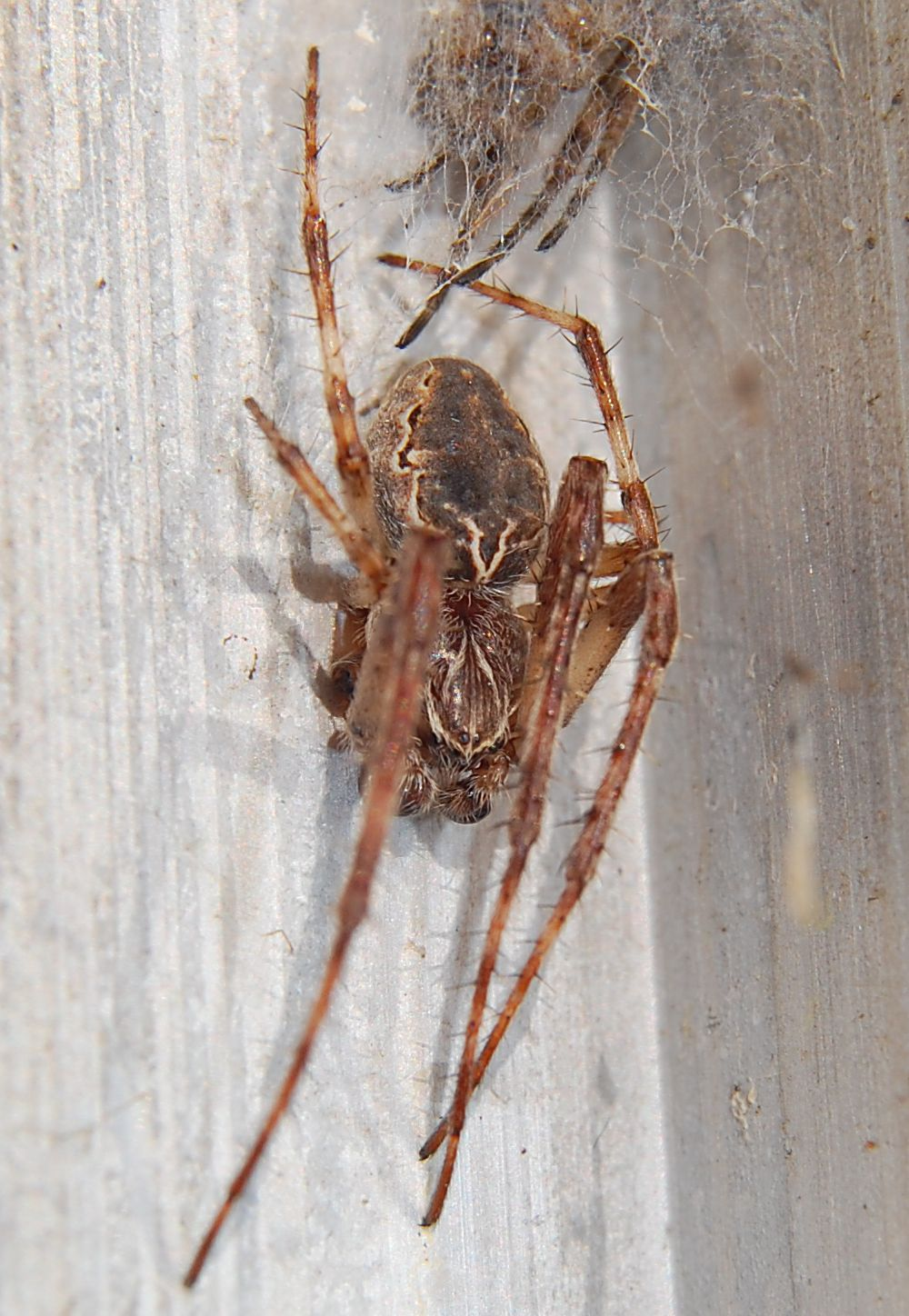
Sehr dunkles Männchen der Brückenkreuzspinne an einem Fensterrahmen, oben ein Weibchen im Tagesversteck

## Verbreitung und Lebensraum
Die Art besiedelt die arktischen bis subtropischen Zonen der Holarktis von Island und Irland bis Japan, außerdem Grönland sowie Amerika vom mittleren Kanada bis Mittelamerika. Sie kommt in ganz Europa vor.
Die Art ist hinsichtlich ihres Lebensraumes eng spezialisiert und besiedelt fast ausschließlich Felsen und Bauwerke an oder über fließenden Gewässern, insbesondere Brücken, aber auch Wohngebäude. Sie gilt daher in weiten Teilen ihres Verbreitungsgebietes als synanthrop.

## Lebensweise
Die Brückenkreuzspinne webt ihr Radnetz fast immer in Winkeln an Brücken und Gebäuden, häufig über dem Wasser und sehr gern neben künstlichen Lichtquellen, die nachts Insekten anlocken. An geeigneten Strukturen können die Tiere in hoher Dichte angetroffen werden. Die Spinne sitzt nur nachts in der Netzmitte. Tagsüber hält sie sich in einem Versteck in einem Spalt, oder – an glatten Flächen – in einem überdachten Gespinst auf.

## Gefährdung
Die Art ist weit verbreitet und in geeigneten Habitaten häufig. Sie wird in Deutschland in der Roten Liste als „ungefährdet“ eingestuft.